# Mns Pueb Lueng Nibong
Mns Pueb Lueng Nibong is een bestuurslaag in het regentschap Pidie Jaya van de provincie Atjeh, Indonesië. Mns Pueb Lueng Nibong telt 942 inwoners (volkstelling 2010).